# A. P. 힐
앰브로즈 파웰 힐(Ambrose Powell Hill, 1825년 11월 9일~1865년 4월 2일)은 미국 남북전쟁 중 활약한 남군의 장군이다.
그는 일찌감치 "힐 경사단" 지휘관으로서 명성을 얻었고, 스톤월 잭슨의 가장 유능한 부하 지휘관의 한 명이었다. A. P. 힐은 잭슨이 사망한 후, 둘로 갈라진 잭슨의 군단 하나를 맡아서 군단장이 되었으며, 로버트 리의 북버지니아군에서 활약했다.
그러나, 전쟁이 끝나기 바로 직전에 전사했다. A.P.힐은 잭슨과 리의 두터운 신임을 얻고 있었고, 잭슨이 사망하기 직전, 남긴 말은 유언이 아니라, A.P. 힐에게 공격하라고 외치는 것이었다.

## 어린 시절
부하들에게는 "little Powell"로 알려진 A.P. 힐은 버지니아주 쿨피퍼에서 태어났다. 1847년, 미국 육군 사관학교(흔히 "웨스트포인트"로 알려짐)를 38명의 동급생 중에서 15등으로 졸업했다. 졸업 후 정규군 1포병연대에 소위로 부임했다.
멕시코-미국 전쟁과 세미뇰 전쟁에 참전했으며, 1851년 9월에 중위로 진급했다. 1855년부터 1860년까지, 힐은 미국 해안 측량단(United States' coast survey)에서 근무했다.
1859년 젊은 미망인 키티 모건 맥클란(Kitty Morgan McClung)과 결혼했다. 훗날 남군의 기병장군이 된 존 헌트 모건(John Hunt Morgan)과 베실 W. 듀크(Basil W. Duke)와 의형제 사이가 되었다.

## 남북전쟁
1861년 3월, 남북전쟁이 일어나기 직전 미육군을 퇴역했다. 버지니아 주(州)가 연방에서 탈퇴하자 제13 버지니아 보병연대의 대령으로 임명되었고, 제1차 불런 전투에서 두각을 나타냈다. 다음해 2월에는 준장으로 진급했고, 포토맥군의 여단을 지휘했다.
1862년 반도 전역에서 윌리엄스버그 전투의 공적을 인정받아 승진한 결과, 소장으로써 로버트 E. 리장군의 북버지니아군에서도 가장 걸출하며, 성공한 사단지휘관 중 한 명이 되었다.
힐의 "경사단"(실제론 남군 중 가장 군대)은 7일 전투, 시더산 전투(Battle of Cedar Mountain), 제2차 불런 전투, 앤티텀 전투와 프렉데릭스버그 전투에서 우수성을 인정받았다. 사단은 스톤월 잭슨 군단의 일부가 되었다. 1865년 5월 첸슬러즈빌 전투에서 잭슨이 측면공격에서 치명상을 입은 후, 힐이 잠시 군단을 지휘했으나, 자신도 부상을 입었다.
잭슨이 죽던 날 던커 레이시 교사의 증원에 의하면, 잭슨은 혼수상태속에서 힐에게 다음과 같은 지시를 내렸다.
펜들턴씨, 힐 장군은 어디에 있습니까? 그의 여단을 앞으로 보내 적의 측면을 몰아붙이라고 전해주시오.

라고 말했다. 첸슬러즈빌 전투 시작시 잭슨의 유명한 측면이동을 생각한다면 가능성이 있다..
잭슨이 죽은 후, 힐은 중장으로 진급해 새롭게 창설된 리 장군의 제3군단 지휘관이 되었다. 힐은 이 군단을 이끌고 1863년 게티스버그 전역과 같은해 가을 전역 및 오버랜드 전역, 1864년부터 1865년까지 벌어진 피터스버그 포위전에서 싸웠다.
힐은 생전에 남군이 무너지는 모습을 보지 않겠다고 말했는데, 그말처럼 1865년 4월 2일(리 장군이 애퍼매턱스 코트 하우스에서 항복하기 7일 전)에 겨우 한 명의 참모장교를 데리고, 말을 타고 피터스버그 전선에 나갔다가 북군 제138 펜실베니아연대의 존 E. 모크 상병에게 사살되었다.

## 분석
힐은 전쟁중에 논쟁을 피하지 못했다. 병약한 체질이라서 여러 번 병치레를 했기에, 게티스버그, 와일드넌스 및 스폿트실베니아 코트 하우스(Spotsylvania Court House)의 각 전투에서 자신의 유효성을 감소시켰다(역사가들 중에는 힐이 성병(性病), 무서운 임질의 합병증을 앓고있어, 웨스트포인트 사관후보생시대에 나환이라고 믿는 사람도 있었다. 사관학교 병원기록에는 1844년 9월 9일 일시 휴가를 얻어 나환인 임질의 치료를 받았던 것으로 기록되어 있다）. 역사가 래리 터그(Larry Tagg)는 힐을 가리켜 [항상 감정적이어서...전투전에 소모되어 전투가 시작될 때쯤에는 몸의 상태가 그리 좋지 않은 경향이 늘어났다]라고 말했다. 그 경향은 그가 나타내는 자신있는 모습의 태도와 전투적인 자세에 의해 어느 정도 균형을 이루었다.
그는 자주 빨간 모직의 수렵용 셔츠를 입었고, 이것을 [전투용 셔츠]라고 불렀다. 전투가 얼마안가 시작될 때쯤 부하들은 [좀 있으면 파웰이 전투 셔츠를 입을거다]라고 말이 전해지면, 무기를 검사하기 시작했다.
힐은 일반 병사에게도 애착을 갖고 있었고, 어느 장교는 그를 가리켜 [리 장군의 휘하 장군들중에서 가장 사랑스런사람]라고 말했다. [그의는 아무리 정직해도 거의 결단을 잃었다]라고도 말하지만, 그 행동은 성급함 때문에 결단을 잃어버린 것은 아니다. 다만 때에 따라서 결단을 잃어버렸다. 게티스버그에서 리 장군의 전군이 움직이기 전인 7월 1일에 힐이 선택한 것으로 보이는 행동은 널리 비판을 받았다.
그런데도 힐은 이 전쟁에서 양군진영에서 가장 높은 존경을 받은 장군 중 한 명이었다. 힐이 소장이었을때, 로버트 E. 리 장군은 남군의 당시 소장들중에서 가장 훌륭한 사람이라고 기록했다. 힐은 결국 결정적인 순간에 전장에 도착해 승리를 확보했다는 평판을 얻었다(예를 들면 앤티텀, 시더산 및 제2차 불런의 각 전투에서). 스톤월 잭슨은 자신의 죽기전 병석에서 힐에게 [전투준비]을 요구했다. 리 장군도 임종시에 힐을 불렀다(힐에게 지금 오라고 지시했다)라는 기록도 있으나, 최근 의학계의 의견에서는 리 장군은 마지막 병세때 말도 할 수 없었을 거라고 생각하고 있다.

## 기념
- A.P. 힐 기념비 : 기념비의 도시라고 불리는 버지니아주 리치먼드에는 허미테지 도로 역사지구의 라버남 아베뉴 란 하미테지 도로의 교착점 중심에 A.P. 힐의 기념비가 있다. 이 기념비는 개인이 매장한 것으로는 리치먼드에서 유일한 것이다.
- 워싱턴 D.C와 리치먼드 사이의 중간에 있는 버지니아주 캐롤라인군(郡)의 A.P. 힐 요새는 힐의 이름에서 따온것이다.
- 제2차 세계대전중 미해군은 리버티 선중 하나에 A.P.힐이란 이름을 넣었다.
- 힐의 검은 버지니아주 첸스터필드의 첸스터필드군(郡) 박물관에 전시되어 있다.

## 대중문화에서
로버트 F. 맥스웰(Ronald F. Maxwell)의 남북전쟁 영화 "게티스버그"(1993)과 "신의 장군들"(Gods and Generals ; 2003)에 힐이 등장한다. 다만 연기한 배우는 각각 다른 사람이다. "게티스버그"에서는 역사가이자 남북전쟁의 재현자 패트릭 펄시(Patrick Falci)에 의해 연기되었고, "신의 장군들"에서는 성격파배우 윌리엄 샌더슨(William Sanderson)이 연기했다.

## 참조문헌
영어판 참조문헌입니다.
- 본 문서에는 현재 퍼블릭 도메인에 속한 브리태니커 백과사전 제11판의 내용을 기초로 작성된 내용이 포함되어 있습니다.
- Eicher, John H., & Eicher, David J., Civil War High Commands, Stanford University Press, 2001, ISBN 0-8047-3641-3.
- Freeman, Douglas S., R. E. Lee, A Biography (4 volumes), Scribners, 1934.
- Robertson, James I., Jr., General A.P. Hill: The Story of a Confederate Warrior, Vintage Publishing, 1992, ISBN 0-679-73888-6.
- Robertson, James I., Jr., Stonewall Jackson: The Man, The Soldier, The Legend, MacMillan Publishing, 1997, ISBN 0-02-864685-1.
- Warner, Ezra J., Generals in Gray: Lives of the Confederate Commanders, Louisiana State University Press, 1959, ISBN 0-8071-0823-5.